# Préfoliation

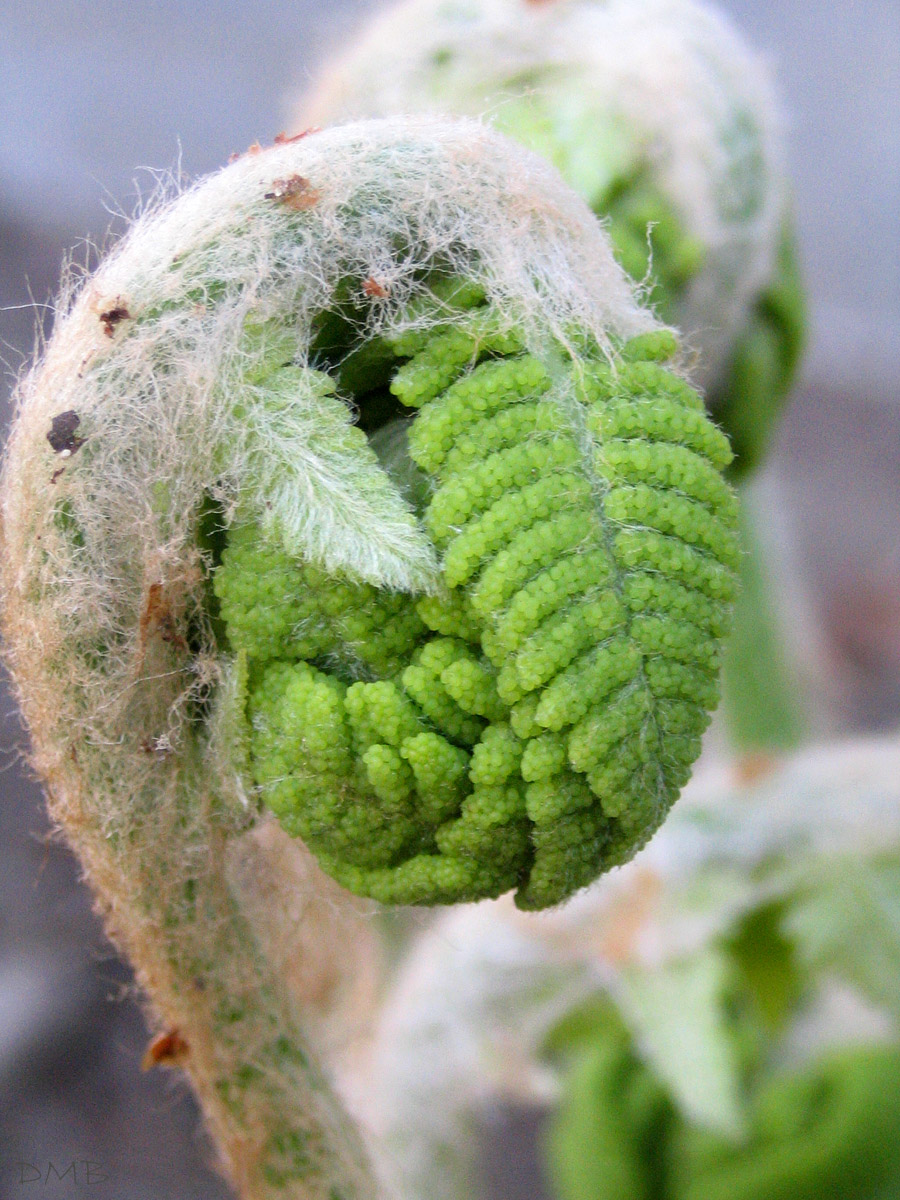
Préfoliaison circinée d'une fronde de fougère.

En botanique, la préfoliation, appelée aussi préfoliaison (terme créé par le botaniste Michel Adanson) ou anciennement vernation (du latin vernatio, « changement de peau des serpents, mue en général », dérivé de vernus, « printanier ») est la disposition des feuilles préformées dans les bourgeons encore clos où elles se développent selon des modalités particulières en raison de l'espace confiné et du phénotype. Ce terme peut comprendre la disposition de chaque feuille séparément (feuille roulée ou plissée, appelée ptyxis, « pli ») ou leurs dispositions entre elles.
Ces ébauches de feuilles qui, au cours de leur édification, s'enroulent (sur elles-mêmes ou ont leurs bords enroulés), se plissent et se superposent d'une façon caractéristique sont utilisées comme élément de diagnose par les botanistes systématiciens.

## Types de préfoliations
Les principaux types de préfoliations de chaque feuille séparément :
- préfoliation plane : limbe des feuilles étalé dans le bourgeon (exemple : iris)
- préfoliation enroulée :
  - préfoliation circinée ou circinale: feuille enroulée sur elle-même transversalement du sommet vers la base (Parnassie des marais, Hibiscus ; typique de la fronde des fougères ou des Cycadales chez qui on parle aussi de préfrondaison)
  - préfoliation convolutée ou convolutive : enroulée vers l’intérieur, du côté ventral, en un tube dont les bords se chevauchent (Musacées, Zingiberaceae, maïs, Populus, Viola)
  - préfoliation involutée : enroulement en dedans des deux moitiés de la feuille (vers la face extérieure de la feuille) en deux petits rouleaux parallèles (Caprifoliacées, Cornacées)
  - préfoliation révolutée : enroulement en dehors des deux moitiés de la feuille en deux petits rouleaux parallèles (laurier-rose, Polygonacées)
  - préfoliation curvativée ou courbée : par manque d'espace, les feuilles sont seulement courbées
  - préfoliation supervolutive : les feuilles sont courbées de façon à s'envelopper les unes les autres (ex : abricotier)

- préfoliation plissée :
  - préfoliation condupliquée ou conduplicative : pliée le long de la nervure médiane par la face extérieure (préfoliaison la plus courante)
  - préfoliation rédupliquée : pliée le long de la nervure médiane par la face inférieure
  - préfoliation réclinée : pliée transversalement avec la moitié supérieure de la feuille appliquée sur sa moitié inférieure (ex : aconite, tulipier)
  - préfoliation chiffonnées ou corrugative : feuille pliée le long de ses principales nervures (ex. : érable, charme ; la préfloraison des papaver et des cistus est analogue)

De multiples préfoliations peuvent coexister au sein d'un même taxon.
Les principaux types de dispositions des feuilles préformées dans le bourgeon ont les mêmes qualificatifs que ceux de la préfloraison.

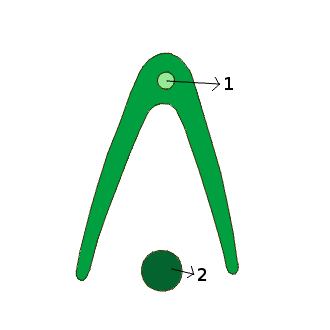
Préfoliation condupliquée (1:nervure médiane ; 2:tige)
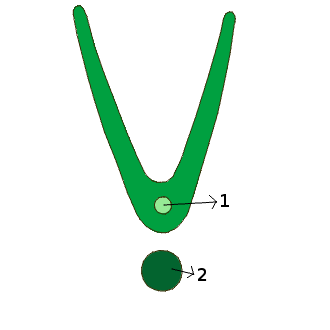
Préfoliation rédupliquée
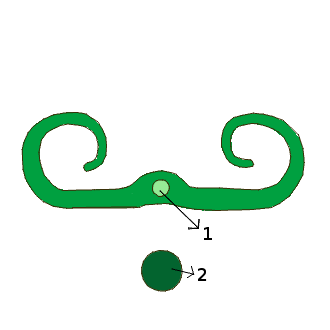
Préfoliation révolutée
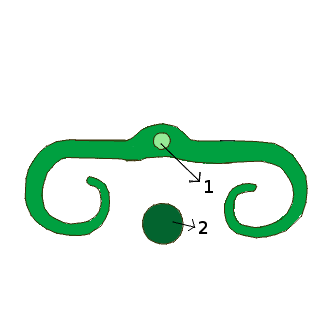
Préfoliation involutée
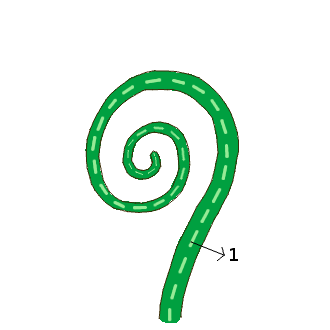
Préfoliation circinée
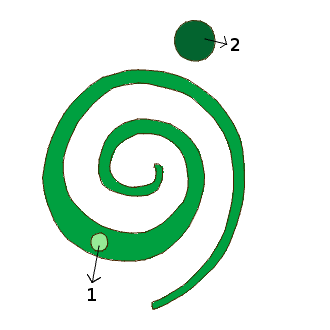
Préfoliation convolutée
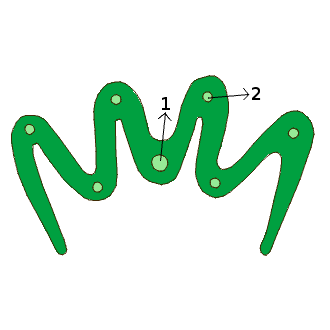
Préfoliation plissée

## Galerie

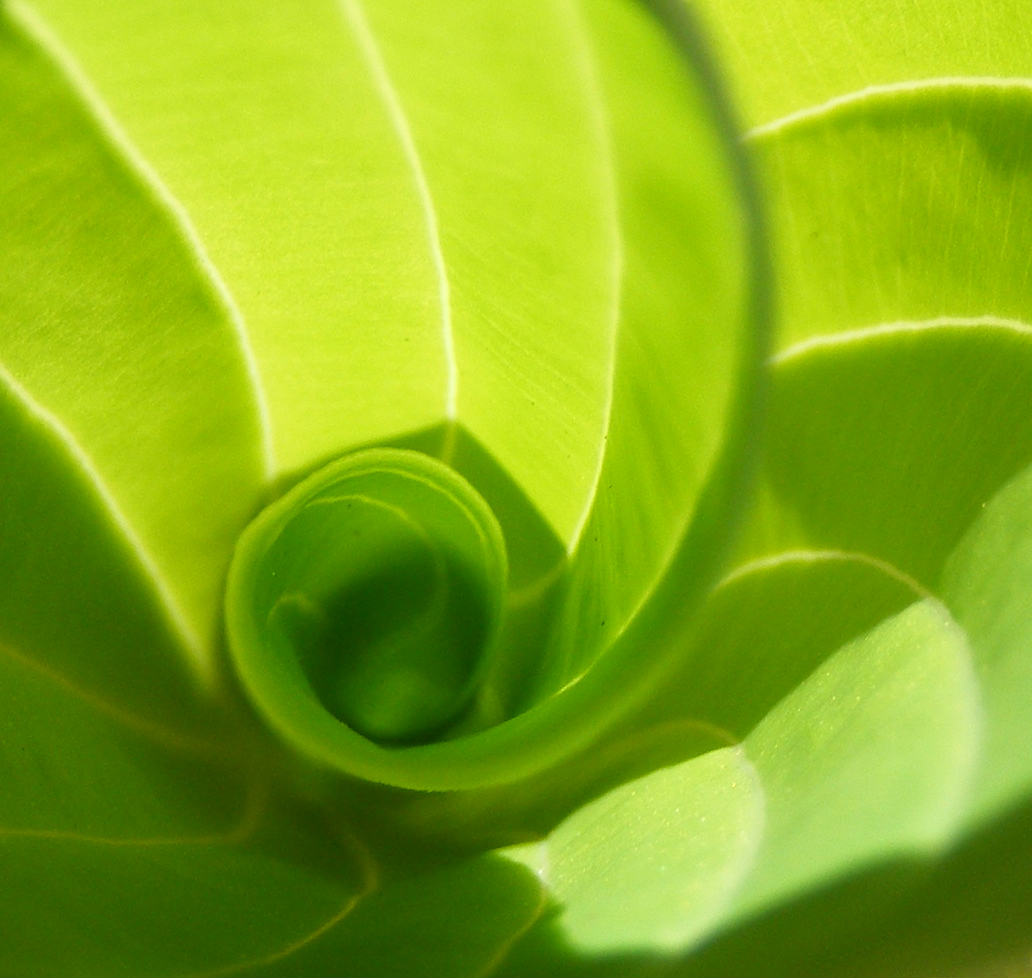
Préfoliation convolutée du genre Hosta
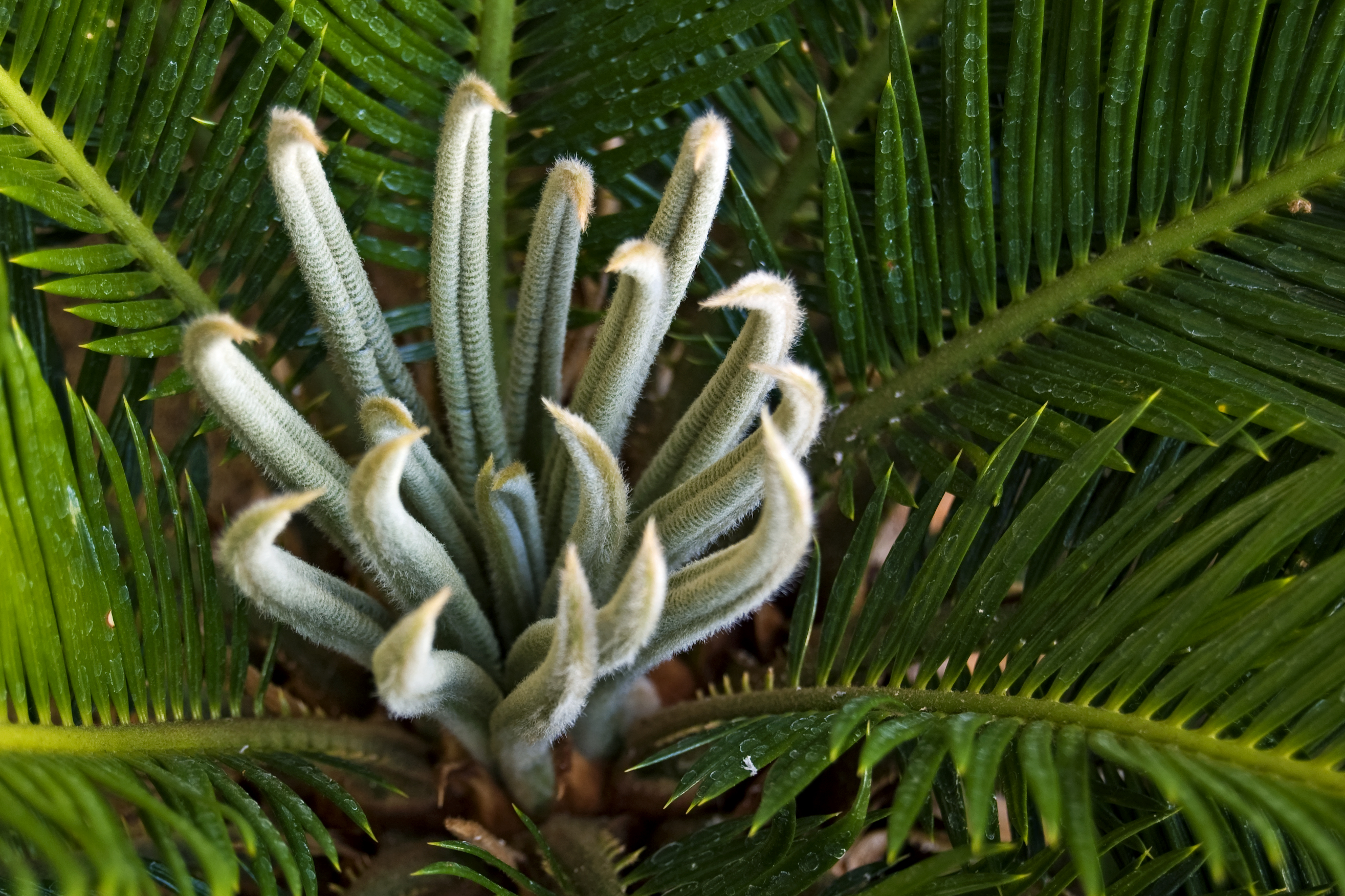
Préfoliation involutée d'un cycas